# Bairro Judeu em Třebíc
O Bairro Judeu em Třebíc, localizado na República Checa é um dos guetos mais bem preservados da Europa. Foi incluído na lista de Patrimônio Mundial da UNESCO em 2003.
Localiza-se ao norte do Rio Jihlava, cercado por rochas e pelo próprio rio. Lá existem 123 casas, duas sinagogas. O cemitério Judeu não localiza-se na área da cidade.